# جنبش اسپرانتو در ایران
جنبش اسپرانتو در ایران اشاره به کلیه فعالیت‌های اسپرانتیکی دارد که از بیش از یکصد و ده سال پیش تا به اکنون در ایران صورت پذیرفته‌است.
به استناد دانشنامه اسپرانتو (Enciklopedio de Esperanto)، نخستین پیشگام فعالیت‌های اسپرانتیک در ایران، م. آبسگوس (M. Abesgus)، کارمند بانک اهل روسیه در تهران بوده‌است. بر این اساس، شکوفایی اسپرانتو در ایران تنها پس از گذشت ۱۴ سال از خلق این زبان توسط لودویک زامنهوف صورت می پذیرفته است و به موجب همین واقعیت، ایران در جمله نخستین کشورهای حامی اسپرانتو جای می‌گیرد. فعالیت‌های مشابهی پس از آن در رشت و تبریز صورت پذیرفت. 
نخستین جلسات هفتگی آموزش اسپرانتو در سال ۱۹۱۲ در تبریز انجام شد. متعاقباً در سال ۱۹۱۶ این جلسات در تهران ادامه یافت. احمد کسروی پس از آشنایی با زبان اسپرانتو و دل بستن بدان، در سال ۱۳۲۲ اقدام به طراحی ویرایشی از زبان فارسی با عنوان زبان پاک نمود که با الهام از اصول گرامری قاعده مند زبان اسپرانتو می بود. به لطف تلاش‌های دکتر ناصرالدین صاحب الزمانی، بیش از پنجاه هزار جلد کتاب در خصوص اسپرانتو به قلم وی در ایران در سال ۱۹۷۵ به زیر چاپ رفت. در سال ۱۳۶۱ نسخه‌ای از زبانهای کردی با عنوان فراگویش کار توسط محمد سجادی ارائه گردید که مشابه با رویکرد موجود در زبان پاک احمد کسروی، تسهیل و یکپارچگی آموزش و یادگیری زبانهای کردی را در دستور کار خود داشت. 
انجمن اسپرانتوی ایران در سال ۱۹۹۳ توسط جمعی از فعالین اسپرانتیست ایران مورد تأسیس واقع گشت و در سال ۲۰۰۵ به عنوان شاخه کشوری انجمن جهانی اسپرانتو شناخته شد. سازمان جوانان اسپرانتیست ایران، تأسیس شده در سال ۱۳۷۳، هسته اولیه این انجمن بوده‌است. 